# Cervus hanglu
Il cervo dell'Asia centrale (Cervus hanglu J. A. Wagner, 1844) è una specie di cervo originaria dell'Asia centrale, regione in cui in passato era ampiamente diffuso, ma dove oggi è presente solamente in piccole popolazioni sparse attraverso vari paesi. Ciononostante, viene classificato come «specie a rischio minimo» (Least Concern) sulla lista rossa della IUCN dal 2017. Venne descritto per la prima volta intorno alla metà del XIX secolo.

## Descrizione
Rispetto ai suoi simili, il cervo dell'Asia centrale presenta un manto più chiaro, di colore ocra.

## Tassonomia
Il nome scientifico Cervus hanglu venne proposto nel 1844 da Johann Andreas Wagner per indicare un esemplare proveniente dal Kashmir che differiva dal cervo nobile (Cervus elaphus) nella forma e nel numero di punte dei palchi. Tra il XIX secolo e gli inizi del XX vennero descritti come specie a sé altri esemplari di cervo provenienti dall'Asia centrale:
- Cervus cashmeriensis A. L. Adams, 1858 era un nome utilizzato per indicare il cervo che viveva nelle foreste montane del Kashmir;[3]
- Cervus yarkandensis Blanford, 1892 venne battezzato un maschio adulto abbattuto nel bacino del Tarim, nel Turkestan orientale;[4]
- Cervus bactrianus Richard Lydekker, 1900 venne chiamato un esemplare catturato vivo nelle vicinanze di Tashkent in Uzbekistan e portato in Inghilterra.[5] Due anni dopo, lo stesso studioso classificò questo ungulato come una sottospecie di cervo nobile (C. e. bactrianus);[6]
- Cervus hagenbeckii Shitkov, 1904 venne chiamato un cervo proveniente dal Turkestan russo che era stato inviato allo zoo di Mosca negli anni '90 del XIX secolo.[7]

Nel 1951, John Ellerman e Terence Morrison-Scott riconobbero tutti questi esemplari come sottospecie del cervo nobile. Nel 2005, anche Peter Grubb considerò i taxa proposti come sottospecie del cervo nobile.
A partire dal 2017, tutte queste forme vengono raggruppate in un'unica specie, costituita da tre sottospecie:
- C. h. hanglu J. A. Wagner, 1844 - hangul o cervo del Kashmir, endemico del Kashmir (India);
- C. h. bactrianus Lydekker, 1900 - cervo di Bukhara, diffuso nell'Asia centrale;
- C. h. yarkandensis Blanford, 1892 - cervo dello Yarkand, originario della provincia dello Xinjiang (Cina occidentale).

### Filogenesi
Nel 2004 venne effettuata l'analisi del DNA mitocondriale di 125 campioni di tessuto provenienti da 50 popolazioni del genere Cervus, di cui due provenienti dal Tagikistan e tre dalla Cina occidentale. I risultati ottenuti giustificarono subito il riconoscimento di due distinte sottospecie di cervo nobile in Asia centrale. Inoltre, i risultati delle analisi filogenetiche sui campioni di tessuto di Cervinae indicarono che i cervi dell'Asia centrale formavano un clade distinto che garantiva ad essi lo stato di specie a sé. Il cervo dell'Asia centrale si separò geneticamente dal cervo nobile europeo durante il periodo Ioniano, tra 770000 e 126000 anni fa.
I risultati delle prime analisi filogenetiche a partire da campioni di pelo provenienti dalla popolazione di cervi del parco nazionale di Dachigam nel Jammu e Kashmir sono stati pubblicati nel 2015. Essi mostrano che i cervi del Kashmir formano un sottocluster all'interno del gruppo dei cervi dell'Asia centrale e che sono geneticamente più vicini a questo gruppo che al cervo nobile europeo.